# Metanoea flavipennis
Metanoea flavipennis là một loài Trichoptera trong họ Limnephilidae. Chúng phân bố ở miền Cổ bắc.